# Acacia uncinata
Acacia uncinata är en ärtväxtart som beskrevs av John Lindley. Acacia uncinata ingår i släktet akacior, och familjen ärtväxter. Inga underarter finns listade i Catalogue of Life.